# KinKi Kids
Kinki Kids es un grupo de música japonesa, establecido por la compañía Johnny's Entertainment. 
Compuesto por dos miembros (Tsuyoshi Dômoto y Koichi Dômoto, no son hermanos aunque sí comparten el 
apellido), hicieron su debut con el sencillo "GARASU no Shônen" (Chico de cristal) en el año 1997. 
Sus singles les han valido un lugar en el libro de Récord Guinnes al haber logrado la mayor 
cantidad de sencillos consecutivos que han debutado en el número uno.
En Japón son muy populares con sus canciones y sus fanáticos no son sólo mujeres, atrayendo también
la atención del público masculino de todas las edades. Además de su carrera profesional como cantantes, también actúan y tienen actualmente 
un programa en la televisión llamado "Dômoto Kyôdai" (Algo así como "Los hermanos Dômoto").

## Sencillos
1. Glass no Shounen
2. Aisareru Yori Aishitai
3. Jetcoaster Romance
4. Zenbu Dakishimete / Ao no Jidai
5. Happy Happy Greeting / Cinderella Christmas
6. Yamenai de, PURE
7. Flower
8. Ame no Melody / to Heart
9. Suki ni Natteku Aishiteku / KinKi no Yaru Ki Manman Song
10. Natsu no Ousama / Mou Kimi Igai Aisenai
11. Boku no Senaka ni wa Hane ga Aru
12. Jounetsu
13. Hey! Minna Genki Kai?
14. Kanashimi Blue
15. solitude ~Hontou no Sayonara~
16. Eien no BLOODS
17. Kokoro ni Yume wo Kimi ni wa Ai wo / Gira☆Gira
18. Hakka Candy
19. Ne, Ganbaru yo.
20. Anniversary
21. Velvet no Yami
22. SNOW! SNOW! SNOW!
23. Natsu Moyou
24. Harmony of December
25. Brand New Song
26. Eien ni
27. Secret code
28. Yakusoku
29. Swan Song
30. Family ~Hitotsu ni Naru koto
31. Time